# Zygon
Los Zygons son una raza extraterrestre en el programa de televisión británico de ciencia ficción de larga duración Doctor Who. Los Zygons tienen la habilidad de cambiar de forma, lo que les permite replicar la apariencia de otro ser. Limitados por el pequeño tamaño de su fuerza, confían en el cambio de forma y su nave espacial orgánica para ocultar su número y tomar el poder en la Tierra. Los Zygons fueron concebidos por el escritor Robert Banks Stewart.
El actor del Décimo y Decimocuarto Doctor, David Tennant, declaró que son sus villanos favoritos de la serie.
Una nueva especie de avispa parásita, descrita por primera vez en 2019, se denominó Choeras zygon en referencia a los Zygons.

## Apariciones

### Televisión
Los Zygons aparecieron por primera vez en la serie Terror of the Zygons de 1975, en la que planeaban conquistar la Tierra luego de la destrucción del mundo natal de Zygon. Una de sus naves espaciales, comandada por el señor de la guerra Broton, se estrelló contra el lago Ness en la Antigüedad. Los Zygons usaron un Skarasen (una criatura que proporciona leche para su sustento y que los humanos conocían como el Monstruo del lago Ness) para atacar una conferencia de energía en Londres. El plan fue frustrado y Broton y su tripulación murieron debido a la intervención del Cuarto Doctor y la UNIT. Los Skarasen se retiraron a las profundidades del lago Ness.
Los Zygons se mencionan brevemente (pero no se ven) en el episodio del Undécimo Doctor «The Pandorica Opens» (2010) como una de las muchas razas en una alianza contra el Doctor. En el episodio de 2012, «El poder de los tres», un barco Zygon se esconde debajo del Hotel Savoy donde el Doctor lleva a Amy Pond y Rory Williams por su aniversario de bodas. Todos los Zygons están disfrazados de personal del hotel.
Los Zygons regresaron en 2013 en «El día del doctor», el episodio del 50 aniversario del programa. El episodio insinúa que la explosión estelar (se dice que destruyó su mundo natal en la serie de 1975) fue un efecto de la Guerra del Tiempo. Un escuadrón se coloca en animación suspendida en la Inglaterra isabelina y planea despertar en 2013 para infiltrarse en el Archivo Negro de la Torre de Londres disfrazado de miembros de UNIT. El plan es frustrado por la intervención del Décimo Doctor, el Undécimo Doctor y el Doctor Guerrero. Cuando UNIT es invadida por doppelgangers de Zygon, Kate Lethbridge-Stewart amenaza con detonar un dispositivo nuclear para evitar que Zygon acceda al almacén de tecnología alienígena de UNIT. Los Doctores negocian con éxito una tregua entre las dos especies.
Las ramificaciones de este tratado se exploran en el episodio de dos partes de la novena temporada «The Zygon Invasion»/«The Zygon Inversion» (2015). A los Zygons se les permitió volver a casa en la Tierra con la condición de que se disfrazaran de personas y vivieran de incógnito. Por ese tiempo, desarrollaron la capacidad de conservar la semejanza de una persona después de la muerte del original y cambiar de forma a alguien en función de un escaneo telepático de un ser cercano. Aunque las generaciones anteriores de Zygons estaban comprometidas con la integración con las comunidades humanas, las generaciones más jóvenes resintieron verse obligadas a vivir como humanos y se radicalizaron rápidamente. Los radicales y UNIT una vez más entran en un punto muerto en la Torre de Londres, ambos listos para destruirse mutuamente, pero el Duodécimo Doctor hace una súplica apasionada y convence al líder radical Zygon de comprender la paz duradera que el tratado fue escrito para preservar.

### Impreso
Terror of The Zygons fue novelizado por Target en 1976, escrito por Terrance Dicks, bajo el título Doctor Who and the Loch Ness Monster. El libro explica más a fondo el concepto del «aguijón» del Zygon, las púas venenosas que sobresalen de sus manos, lo que explica por qué, en el episodio de televisión, los Zygons pudieron infligir dolor a otros seres con un simple toque. (El guion de filmación original del episodio también incluía referencias a la picadura, pero la representación en pantalla del concepto no logró dejarlo claro a la audiencia).
La historia cómica «Skywatch-7», escrita por Alan McKenzie (bajo el seudónimo de «Maxwell Stockbridge») e ilustrada por Mick Austin, presenta a un equipo de UNIT que se encuentra con un solo Zygon en una base remota. Se publicó por primera vez, en dos partes, en Doctor Who Monthly #58 y Doctor Who Winter Special 1981.
El Octavo Doctor se encontró con los Zygon en la novela derivada The Bodysnatchers de Mark Morris, que también nombró al ahora destruido mundo natal de los Zygon como Zygor. La novela también reveló que Zygor había sido destruido como resultado de un ataque de una raza alienígena arácnida de Tau Ceti, los Xaranti. El Doctor, su compañero Sam Jones y el viejo conocido del Cuarto Doctor, el Profesor Litefoot, pueden detener a los Zygons envenenando el suministro de leche (aunque el Doctor tenía la intención de simplemente drogarlos y calculó mal la dosis), el Doctor se lleva a los supervivientes. a otro planeta.
Los Zygons aparecieron en la novela de New Series Adventures Sting of the Zygons de Stephen Cole, con el Décimo Doctor y Martha Jones, que se desarrolla en el Distrito de los Lagos en 1909. En ella, un plan para organizar un funeral real donde los Zygon podrían reemplazar a los gobernantes de varias naciones se ve frustrado por la intervención del Doctor, así como una guerra civil Zygon cuando uno de sus dos Skarasens muere.

### Audio
Los Zygons han aparecido en tres obras de audio producidas por BBV, Homeland de Paul Dearing, Absolution (que no debe confundirse con la obra de Big Finish Absolution) de Paul Ebbs y The Barnacled Baby de Anthony Keetch.
Hicieron su debut en Big Finish en la aventura de audio del Octavo Doctor The Zygon Who Fell to Earth de Paul Magrs y regresaron en Death in Blackpool de Alan Barnes.
Los Zygon también aparecieron en Zygon Hunt de Nicholas Briggs, enfrentándose al Cuarto Doctor y Leela.

## Mercancías
Los Zygons aparecieron en el segundo juego promocional de Doctor Who Weetabix y fueron la tarjeta número 9 en el juego de tarjetas de té Typhoo. Harlequin Miniatures produjo dos figuras de 28 mm, y Fine Art Castings produjo dos figuras Zygon, de 80 mm y 40 mm. En octubre de 2016, Warlord Games lanzó nuevas versiones de 28 mm.
En 2008, Character Options lanzó una figura de Zygon en la primera ola de su clásica línea de juguetes Doctor Who.
El 26 de junio de 2014, se lanzó un Zygon como aparece en «El día del doctor» como parte de la colección de figuras de Doctor Who en curso de Eaglemoss. El Zygon será el 23 en la línea regular de lanzamientos.

## Zygon (producción de BBV)
Zygon es una producción dramática derivada de BBV, con los Zygons. Los primeros borradores fueron escritos por Lance Parkin y los posteriores por Jonathan Blum, aunque ambos autores eliminaron sus nombres de la versión final (que fue fuertemente reescrita nuevamente). Finalmente, se lanzó en 2008 como Zygon: When Being You Just Isn't Enough (con un certificado +18 debido a escenas de naturaleza adulta), después de un período de postproducción de aproximadamente 5 años.